# Liczba formolowa
Liczba formolowa – liczba milimoli wodorotlenku sodowego zużywana na 100 ml badanej próbki i jest miarą zawartości aminokwasów w próbce. Udział aminokwasów, w tym lizyny, jest w białku stały (uwarunkowany genetycznie), dlatego też ilość jonów wodorowych uwalnianych po dodaniu formaliny jest proporcjonalna do ilości białka w produkcie. Liczba ta uzależniona jest od dojrzałości owoców, jak i odmiany stosowanych pomarańczy.